# Historique des naines blanches, des étoiles à neutrons et des supernovas
La liste ci-dessous concerne l'évolution des connaissances relatives aux naines blanches, étoiles à neutrons et supernovas. Il fait parfois aussi état d'apparitions de supernovas ; pour une liste spécifique de ces dernières, voir l'article liste de supernovas. Toutes les dates renvoient aux observations depuis la Terre, ou bien à celle où elles auraient eu lieu, si des télescopes suffisamment puissants avaient existé.

## Historique desnaines blanches, desétoiles à neutronset dessupernovas
- 185 (EC) - Des astronomes chinois sont les premiers à enregistrer les observations d'une supernova, SN 185.

- 1006 - Ali ibn Ridwan et des astronomes chinois observent la plus brillante supernova enregistrée, SN 1006, (de magnitude -9), qui est observée dans la constellation du Loup.

- 1054 - Des Chinois, des indiens d'Amérique et des astronomes arabes observent l'explosion de la supernova SN 1054, la Nébuleuse du Crabe.

- 1181 - Des astronomes chinois observent la supernova SN 1181.

- 1572 - Tycho Brahe découvre une supernova, SN 1572, dans la constellation de Cassiopée.

- 1604 - On observe la supernova de Johannes Kepler, SN 1604, dans le Serpent.

- 1862 - Alvan Clark observe Sirius B.

- 1866 - William Huggins étudie le spectre d'une nova et découvre qu'elle est entourée par un nuage d'hydrogène.

- 1885 – L'observation d'une supernova, S Andromedae, dans la galaxie d'Andromède conduit à distinguer le classement des supernovas et des novas.

- 1910 – L'observation du spectre de 40 Eridani B se concluant par son enregistrement comme première naine blanche.

- 1914 - Walter Sydney Adams détermine que Sirius B a une densité incroyablement élevée.

- 1926 - Ralph Fowler utilise la statistique de Fermi-Dirac pour expliquer les étoiles naines blanches.

- 1930 - Subrahmanyan Chandrasekhar découvre la masse limite maximum des naines blanches.

- 1933 - Fritz Zwicky et Walter Baade proposent l'idée des étoiles à neutrons et suggèrent que les supernovas pourraient être créées par l'effondrement d'étoiles normales en étoiles à neutrons. Ils soulignent aussi que ce genre d'évènement peut expliquer le rayonnement de fond cosmologique.

- 1939 - Robert Oppenheimer et George Volkoff calculent les premiers modèles d'étoile à neutrons.

- 1942 - J.J.L. Duyvendak, Nicholas Mayall, et Jan Oort déduisent que la nébuleuse du Crabe est un rémanent de SN 1054, la supernova de 1054 observée par des astronomes chinois.

- 1958 - Evry Schatzman, Kent Harrison, Masami Wakano et John Wheeler montrent que les naines blanches sont instables à la désintégration bêta inverse.

- 1962 - Riccardo Giacconi, Herbert Gursky (en), Frank Paolini et Bruno Rossi découvrent Scorpius X-1.

- 1967 - Jocelyn Bell et Antony Hewish découvrent les pulsations radio d'un pulsar.

- 1967 - J.R. Harries, Ken McCracken, R.J. Francey, et A.G. Fenton découvrent le premier émetteur en rayons X : Cen X-2.

- 1968 - Thomas Gold propose que les pulsars sont des étoiles à neutron en rotation.

- 1969 - David Staelin, E.C. Reifenstein, William J. Cocke, Mike Disney, et Donald Taylor (en) découvrent le pulsar de la Nébuleuse du Crabe reliant ainsi les supernovae, les étoiles à neutrons, et les pulsars.

- 1971 - Riccardo Giacconi, Herbert Gursky, Ed Kellogg, R. Levinson, E. Schreier et H. Tananbaum découvrent une pulsation de rayons X de période 4,8 secondes provenant de Centaurus X-3.

- 1974 - Russell Alan Hulse et Joseph Hooton Taylor découvrent le pulsar binaire PSR B1913+16.

- 1977 - Kip Thorne et Anna Zytkow présentent une analyse détaillée des objets de Thorne-Zytkow.

- 1982 - Donald Backer (en), Shrinivas Kulkarni (en), Carl Heiles (en), Michael Davis et Miller Goss découvrent le pulsar milliseconde PSR B1937+21.

- 1985 - Michiel van der Klis découvre des oscillations quasi périodiques de 30 Hz dans GX 5-1.

- 1987 - Ian Shelton découvre SN 1987A dans le Grand Nuage de Magellan.

- 2006 - Découverte de SN 2006gy dans la galaxie NGC 1260.

- 2020 - Découverte de SN 2020tlf[1] dans la galaxie NGC 5731.